# Lords of the Fallen (videogioco 2014)
Lords of the Fallen è un videogioco di ruolo/d'azione sviluppato da Deck13 Interactive e CI Games, e distribuito da Namco. Il gioco è uscito il 28 ottobre 2014 per PlayStation 4, PC e Xbox One.

## Trama
Il gioco inizia con un filmato raffigurante Harkyn, il protagonista, intento a combattere contro una gigantesca creatura dopo aver preso possesso di un martello magico. Dopo il filmato, avviene un flashback di Harkyn e il monaco Kaslo che entrano in un tempio in cerca di Antanas, un potente guerriero che riuscì a sconfiggere la minaccia dei demoni Rhogar anni or sono. Il motivo della loro ricerca di Antanas è proprio per il fatto che i Rhogar hanno iniziato a spostarsi nuovamente dalla loro dimensione a quella terrestre, con l'intenzione di uccidere gli umani, o almeno così pare, e saremo proprio noi nei panni di Harkyn a scegliere come si dovrà svolgere la nostra storia, passando da prendere scelte di poco conto a decidere quale sarà il destino della specie umana.

## Sviluppo del personaggio
All'inizio del gioco sarà possibile scegliere la classe primaria e la sottoclasse con cui iniziare. Le tre classi da combattimento corpo a corpo sono il Guerriero, il Ladro e il Chierico, mentre le tre classi magiche sono Rissa, Inganno e Conforto. Una delle classi corpo a corpo può essere unita a una delle classi magiche, in modo da creare una classe "unica". Le tre classi magiche permetteranno di utilizzare differenti tipi di magie, alcune incentrare sul recupero, altre sull'attacco e altre sulla difesa, mentre sarà possibile utilizzare un'arma speciale chiamata Guanto, che permetterà di sparare proiettili e granate magiche. Il personaggio sarà poi totalmente personalizzabile e la scelta della classe primaria non influenzerà l'utilizzo di certi equipaggiamenti. A seconda dell'equipaggiamento utilizzato, il peso di Harkyn potrà salire o scendere e questo influenzerà la sua capacità di movimento e la schivata, quest'ultima fondamentale se si vuole avere un personaggio basato sulla velocità.
Harkyn potrà essere potenziato sia negli attributi sia nell'apprendimento di un numero maggiore di tecniche magiche (a seconda della classe magica scelta). Gli attributi presenti sono: 
- Forza: influenza la potenza fisica degli attacchi, nonché le armi bianche.
- Vitalità: influenza la barra di salute e la quantità di vita recuperabile con le pozioni curative.
- Fede: influenza la potenza magica delle tecniche di Rissa, Conforto o Inganno, la potenza delle armi magiche e la crescita della barra della magia.
- Resistenza: influenza l'energia, fattore essenziale per schivare e attaccare, nonché la capacità di indossare un equipaggiamento pesante.
- Agilità: influenza la rapidità dei movimenti e potenzia le armi leggere.
- Fortuna: influenza la possibilità di trovare oggetti via via più pregiati.

## Boss
I nemici, ovvero i Rhogar, sono dei demoni provenienti da una dimensione parallela a quella terrestre. I comandanti dell'esercito Rhogar, ovvero i Lord,saranno i boss principali del gioco.
- Lord Custode: primo boss con cui si troverà faccia a faccia Harkyn. Si tratta di un enorme guerriero armato di spadone infuocato e scudo a torre, e la sua caratteristica sarà che ad ogni barra di vita che perde si toglierà un pezzo di equipaggiamento, diventando sempre più veloce e letale. Una volta sconfitto, sarà possibile ottenere lo spadone Persistenza. Più avanti sarà possibile riaffrontarlo come nemico comune.
- Comandante: boss umanoide abbastanza simile al Lord Custode, ma sarà dotato di uno scudo capace di sparare onde d'urto e di evocare dei nemici comuni in suo aiuto. Una volta ucciso, sarà possibile ottenere lo Scudo da comandante.
- Adoratore: questo boss umanoide sarà sprovvisto di scudo, ma armato di una potente falce capace di colpire anche a distanza con attacchi magici. In alcuni momenti della battaglia, il boss si fermerà per dare inizio ad un conto alla rovescia di una mossa che ucciderà sicuramente Harkyn, e l'unico modo per salvarsi è rifugiarsi dentro uno dei piccoli templi situati ai lati dell'arena. Ogni tanto evocherà anche dei nemici comuni in suo aiuto, e sarà possibile ottenere dopo la sua morte la falce Dito artigliato.
- Infiltrato: a differenza dei precedenti, questo non è un boss umanoide, ma bensì un guerriero con un enorme corpo da aracnide dal bacino in giù. L'arena sarà nociva per il giocatore perché, avvicinandosi al centro, ci sarà un'enorme fiamma blu che prosciugherà l'energia magica nelle vicinanze, compresa quella del giocatore. Il boss attaccherà usando il suo braccio-spada e scagliando dei proiettili a distanza. Sarà capace anche di lanciare delle bombe con l'intento di far nascere delle creature senzienti che danneggeranno il giocatore al suo avvicinarsi.
- Campione: sarà possibile affrontare questo boss anche prima dell'Infiltrato, ma non sarà poi possibile proseguire nella trama senza aver sconfitto quest'ultimo. Questo boss sarà specializzato in attacchi corpo a corpo e nello stordire il giocatore. Sarà dotato di due lame situate sopra le braccia che, una volta che la barra sotto la sua vita sarà piena, diventeranno infuocate, arrecando più danni e scagliando anche dei proiettili di fuoco.
- Bestia: questa enorme creatura comparirà nella stessa arena del Comandante dopo essere proseguiti abbastanza nella trama. Sarà dotata di un'enorme mazza venefica con cui potrà letteralmente spazzare via il giocatore. Il boss può essere colpito alle gambe, facendolo inchinare e quindi colpirlo alla testa arrecandogli più danni. Una volta sconfitto sarà possibile ottenere il martello Macchia.
- Guardiano: boss umanoide armato di due enormi spadoni. Il boss colpirà con attacchi veloci e devastanti, e potrà anche colpire il giocatore a distanza evocando delle sfere al centro dell'arena che inseguiranno quest'ultimo.
- Annientatore: boss umanoide armato di un potente martello elettrico, sarà l'ultimo Lord dei Rhogar contro cui dovremmo combattere. Il boss è capace di far volare via il giocatore con un potente colpo di martello, e sarà anche capace di lanciarlo come un proiettile dalla distanza. Utilizzerà anche alcune mosse magiche, come un raggio elettrico inseguitore. Una volta sconfitto sarà possibile ottenere il suo martello chiamato Fulmine.
- Fratelli Perduti: prima battaglia del gioco che vedrà Harkyn combattere contro due boss contemporaneamente. Questi due nemici, dalle fattezze simili a una lucertola, saranno rispettivamente di elemento fuoco ed elettrico. Ci saranno dei momenti in cui uno dei due boss si attaccherà al soffitto rimanendoci per qualche minuto, dando la possibilità al giocatore di concentrarsi su un unico nemico.
- Giudice: ultimo boss del gioco, si troverà sulla cima della torre della base di Antanas. Enorme creatura dal volto umano, avrà a disposizione una vasta scelta di attacchi. Può attaccare dalla distanza con un salto o sparando dei dardi dal suo braccio, mentre da vicino attaccherà con degli attacchi corpo a corpo o con delle onde d'urto. In alcuni momenti della battaglia, il boss evocherà dei nemici comuni ad aiutarlo, mentre quest'ultimo salterà sulla cima della torre attaccando dalla distanza con un potente raggio infuocato. Una volta sconfitto, partirà il filmato di fine gioco.

## Nuova partita+
Una volta che avremo finito la nostra prima partita, sarà possibile ricominciare da capo il gioco con il primo personaggio creato in una nuova modalità chiamata NG+. Questa modalità consiste nel rigiocare l'avventura ad un livello di difficoltà più alto, quindi con nemici più potenti e resistenti. Inoltre, ricominciando il gioco in questa modalità, sarà possibile sbloccare degli equipaggiamenti di livello superiore non recuperabili nella modalità normale.

## DLC
Il DLC Ancient Labyrinth è stato reso disponibile pochi giorni dopo l'uscita del titolo principale, ed è ambientato in nuove aree comprendenti nuovi boss ed equipaggiamenti.

## Sequel
L'11 aprile 2022 CI Games annuncia lo sviluppo di Lords of the Fallen 2 (in seguito The Lords of the Fallen) utilizzando Unreal Engine 5. Il gioco viene pubblicato il 13 ottobre 2023 per PlayStation 5, Xbox Series X e Series S e Microsoft Windows, con il medesimo titolo dell'originale, Lords of the Fallen.